# Saint-Léger-sur-Dheune
Saint-Léger-sur-Dheune é uma comuna francesa na região administrativa de Borgonha-Franco-Condado, no departamento Saône-et-Loire. Estende-se por uma área de 12,17 km². Em 2010 a comuna tinha 1 588 habitantes (densidade: 130,5 hab./km²).